# Regionala utvecklingsperspektivet inom Europeiska unionen
Regionala utvecklingsperspektivet inom EU eller European Spatial Development Perspective (ESDP) är ett policydokument som behandlar utvecklingsplanering i ett europeiskt perspektiv och syftar till att skapa en hållbar och balanserad regional utveckling inom Europeiska unionen.

## Syftet med ESDP
European Spatial Development Perspektive (ESDP) är ett politiskt ramverk för Europas regionala utveckling som grundlades vid ett ministermöte i Potsdam 1999. ESDP behandlar många av de sektorer som påverkar den regionala utvecklingen utifrån ekonomiska, sociala och miljömässiga aspekter. ESDP omfattar alla regioner i Europa och syftar till en långsiktigt hållbar utveckling av regionerna utifrån deras egna specifika förutsättningar. Avsikten med ESDP är att lägga en grund för ökad samverkan över olika administrativa gränser i samhället. ESDP innehåller följande tre grundläggande mål för en framtida positiv regional utveckling i Europa:
- Utveckla ett balanserat och flerkärnigt stadssystem och ett stärkt samarbete mellan stads- och landsbygdsområden.
- Säkra en och god och jämlik tillgång till infrastruktur och utbildning.
- Skapa hållbar utveckling genom att värna om naturen och kulturarvet.

Förutom de grundläggande målen innehåller ESDP även ett stort antal politiska handlingsdirektiv avsedda för det regionala utvecklingsarbetet. Syftet med dessa är att åstadkomma en jämnare fördelning av tillväxten i Europas regioner genom att skapa ett mer balanserat stadslandskap, planera för etablerande av nätverk och kluster samt ökad mobilitet. 

## Metropolregioner och Gateway Cities
I Europa framträder traditionellt sett från London via Paris och Frankfurt ner mot Milano en båge av städer som brukar kallas "Europas ekonomiska ryggrad", eller "den blå bananen". För att luckra upp den blå bananens dominerande position inom den Europeiska ekonomin och samtidigt sprida tillväxten till hela Europa försöker EU genom ESDP stärka regioner i Europas periferi. Syftet är att på sikt uppnå en struktur som mer är att likna vid en druvklase än en banan, d.v.s. en spridd struktur av tätt sammanlänkade tillväxtregioner över hela Europas yta. För att uppnå detta mål satsar EU på att i Europas periferi skapa s.k. "metropolregioner" och "gateway cities" som en motvikt till rådande koncentrationstendenser i Centraleuropa. Syftet är att få dessa metropolregioner och gateway cities att fungera som innovativa och konkurrenskraftiga tillväxtmotorer. De svenska regioner som pekas ut är Stockholm-Mälarregionen, Malmö-Öresundsregionen och Göteborg-Västra Götalandsregionen, men även städer med särskild betydelse för glesbefolkade regioner som exempelvis Umeå och Luleå. Samtidigt som detta antas leda till jämvikt i Europa finns det dock en risk för att detta leder till en ökad regional obalans inom landet. För att motverka sådana effekter betonar ESDP-dokumentet vikten av en väl utbyggd samverkan mellan stad och landsbygd.
För att skapa och knyta samman olika metropolregioner och deras gateway cities läggs stor vikt vid transportinfrastrukturinvesteringarna. Genom investeringar i transportinfrastrukturen skall de svenska regionerna inte bara knytas samman inbördes, utan även knytas samman med de europeiska regionerna. I detta sammanhang nämns ofta arbetet med det Transeuropeiska Nätverket för Transporter, (TEN-T), och utbyggnaden av olika "missing links" som exempelvis Öresundsförbindelsen.
Idéerna och teorierna inom ESDP är i allra högsta grad aktuellt i Mälardalens regionbygge med en strävan efter att skapa en flerkärnig tillväxtregion med god internationell konkurrenskraft, d.v.s. en metropolregion kring regionens gateway city, Stockholm. När det gäller TEN-T projekten kan nämnas att Mälar- och Svealandsbanan ursprungligen var tänkt att få en fortsättning bortom Örebro via Karlskoga, Degerfors och Kristinehamn mot Karlstad som ett led i en upprustad järnvägsförbindelse Stockholm – Karlstad – Oslo. Fortsättningen bortom Örebro blev dock aldrig byggd men projektet lever vidare under namnet Nobel-banan.
| Europeiska flaggan | EU-portalen – temasidan för Europeiska unionen på svenskspråkiga Wikipedia. |